# La congiura dei potenti
La congiura dei potenti (Le Miracle des loups) è un film del 1961 diretto da André Hunebelle, tratto dal romanzo Il miracolo dei lupi di Henry Dupuy-Mazuel.
È la seconda trasposizione cinematografica del romanzo, dopo quella del 1924 diretta da Raymond Bernard (che compare in un cameo non accreditato in questo film).

## Trama
Deciso ad entrare in possesso delle preziose terre del Re Luigi XI di Francia, il Duca di Borgogna Carlo I chiede in matrimonio la figlioccia Jeanne de Beauvais. Il Re, che sospetta le sue vere intenzioni, rifiuta la proposta e Carlo progetta un piano per rapire la donna e far ricadere i sospetti sul cavaliere Robert de Neuville. Innamorato di Jeanne, Robert riesce a liberarla dal castello in cui è tenuta prigioniera e a scagionarsi, ma quando la principessa esce incolume da un branco di lupi, che restano ad osservarla nei boschi innevati invece di attaccarla, Carlo l'accusa di essere una strega. Dopo un duello ricco di suspense, Robert riuscirà a sconfiggere il rivale e a salvare la sua amata.

## Distribuzione
Il film è stato distribuito in Francia dal 6 settembre 1961.

### Date di uscita
- Francia (Le Miracle des loups) – 6 settembre 1961
- Paesi Bassi (Het recht van het Zwaard) – 21 dicembre 1961
- Germania Ovest (Im Zeichen der Lilie) – 12 gennaio 1962
- Portogallo (O Milagre dos Lobos) – 20 gennaio 1962
- Spagna (El milagro de los lobos) – 29 marzo 1962
- Svezia (Äventyrens man) – 4 giugno 1962
- Finlandia (Ritari Peloton) – 10 agosto 1962
- Messico (El milagro de los lobos) – 31 ottobre 1963

## Accoglienza
Con oltre 3,7 milioni di spettatori, La congiura dei potenti è stato uno dei 15 maggiori successi del 1961 in Francia in termini di incassi.